# タイ・リーグ3
タイ・リーグ3（タイ語: ไทยลีก 3、英語: Thai League 3）、通称T3は、タイ王国のリーグ構成において上から3番目に位置するサッカーリーグである。2017年に創設された。スポンサーの協賛により、2017年は「ユーロケーキ・リーグ・プロ」 (Euro Cake League Pro)、2018年〜2019年は「オムシン・リーグ・プロ」 (Omsin League Pro) とも呼ばれた。

## 概要
新設された2017年から2019年までのタイ・リーグ3のフォーマットは上部（北側）と下部（南側）の2地区に分かれてリーグ戦を行い、リーグ戦終了後に各地域の1位同士で決勝戦を、2位同士で3位決定戦を行う。原則として上位3クラブがタイ・リーグ2 (T2) に昇格し、各地域の最下位クラブがタイ・リーグ4 (T4) へ降格する。ただし、クラブの破たんやライセンス不交付などによって例外が発生するケースもある。
COVID-19パンデミックの影響によってT4統合後の2020-21シーズン以降のフォーマットは従来のT4に準ずる形式となっている。リーグ戦は6地区（北地部、東北部、東部、西部、南部、バンコク首都圏）に分かれて戦い、各地区の優勝クラブおよび2位クラブまたはプレーオフ勝者が全国選手権ステージに進出する。全国選手権は上部（北側）と下部（南側）の2地区に分かれてグループステージを戦い、各グループ1位のクラブで決勝戦、2位のクラブで3位決定戦がそれぞれ行われ、上位3クラブがタイ・リーグ2に昇格する。なお、2020-21シーズンに限りタイランド・アマチュアリーグ (TA) への降格は行われない。

## 歴史
2017年、タイ・リーグが従来のプレミア、ディヴィジョン1、リージョナルリーグ・ディヴィジョン2の名称を一斉に変更するのに合わせて、従来のディヴィジョン1（タイ・リーグ2）とディヴィジョン2（タイ・リーグ4）の間に新たなリーグを創設した。タイ・リーグ3の参加クラブを決定するため、2016年シーズンに限ってリージョナルリーグ・ディヴィジョン2の地域リーグ数を6から8に拡大し、各地域の上位2クラブでノックアウト方式のチャンピオンズリーグを行った。しかし、準決勝を前にしてプミポン国王の崩御により残り試合は全て中止された。準決勝に進出していた4クラブの順位は後に確定され、トラートFC、カセサートFC、ノーンブワ・ピッチャヤFCの上位3クラブがタイ・リーグ2に昇格することになった。そして、4位のスラートターニーFCほかタイ・リーグ2昇格を逃した13クラブに加えて各地域3～5位のクラブの合計32クラブが新設されたタイ・リーグ3に昇格することになった。ただし、ライセンス不交付などで3クラブが消滅したため、最初のシーズンとなる2017年は29クラブで構成されることになった。
2020年、COVID-19パンデミックの影響によってタイ・リーグは秋春制への移行ならびにタイ・リーグ4をタイ・リーグ3に統合することを決定した。これによってT3のフォーマットが従来のT4に準ずるものになったほか、2020-21シーズンに限りタイランド・アマチュアリーグへの降格が行われないことになった。

## 結果
| 年度    | 優勝                         | 2位                            | 3位                                      | 4位                                  | クラブ数 |
| ------- | ---------------------------- | ------------------------------ | ---------------------------------------- | ------------------------------------ | -------- |
| 2017    | サムットサーコーンFC         | コーンケンFC                   | ウドーンターニーFC                       | トランFC                             | 29       |
| 2018    | JLチエンマイ・ユナイテッドFC | MOFカスタムズ・ユナイテッドFC  | アユタヤ・ユナイテッドFC                 | ナラー・ユナイテッドFC               | 28       |
| 2019    | コーンケン・ユナイテッドFC   | ナコーンパトム・ユナイテッドFC | プレー・ユナイテッドFC                   | ラノーン・ユナイテッドFC             | 28       |
| 2020-21 | ラムプーン・ウォリアーFC     | ムアンカン・ユナイテッドFC     | ラパチャFC                               | ウドン・ユナイテッドFC               | 72       |
| 2021-22 | ウタイターニーFC             | クラビーFC                     | ナコーンシー・ユナイテッドFC             | ピッサヌロークFC                     | 75       |
| 2022-23 | MHナコーンシーシティFC       | チャンタブリーFC               | ドラゴン・パトゥムワン・カンチャナブリFC | パタヤ・ドルフィンズ・ユナイテッドFC | 75       |
| 2023–24 | バンコクFC                   | シーサケット・ユナイテッドFC   | マハーサーラカーム SBT FC                | パッタルンFC                         | 72       |
| 2024–25 | ラシサライ・ユナイテッドFC   | ソンクラーFC                   | パッターニーFC                           | ノースバンコク大学FC                 | 69       |

- 太字はタイ・リーグ2に昇格したチーム。